# Tatort: Einmal wirklich sterben
Einmal wirklich sterben ist ein Fernsehfilm aus der Krimireihe Tatort. Der vom Bayerischen Rundfunk produzierte Beitrag ist die 965. Tatort-Episode und wurde am 6. Dezember 2015 im Ersten Programm der ARD erstgesendet. Das Münchner Ermittlerduo Batic und Leitmayr ermittelt seinen 71. Fall.

## Handlung
In einem Münchner Einfamilienhaus stirbt Michaela Danzer an einer Schussverletzung, ihren Lebensgefährten Daniel Ruppert findet die Polizei schwer verletzt und bewusstlos vor. Auf den von ihr getrennt lebenden Ehemann fällt der erste Verdacht, jedoch ist er nicht auffindbar. Ebenso ist ihr gemeinsamer Sohn, der sechsjährige Quirin, verschwunden. Quirin taucht kurz darauf traumatisiert und barfuß, aber körperlich wohlbehalten in einem örtlichen Krankenhaus auf.
Bei der Versorgung der Schusswunde von Daniel Ruppert wird festgestellt, dass er bereits vor mehreren Jahren eine schwere Schussverletzung erlitten hat. Die Ermittlungen decken ein weiteres Familiendrama auf. Vor Jahren hatte Daniel Ruppert wirtschaftliche Schwierigkeiten und stand vor dem Ruin. Daher traf er aus Existenzangst die Entscheidung, seine Familie umzubringen, da er die Scham in dem kleinen Ort nicht ertragen hätte, seine Familie nicht mehr ernähren zu können. Eigentlich wollte er lediglich selber aus dem Leben scheiden. Aus Angst, dass seine Familie nicht ohne ihn überleben könnte, richtete er, geleitet von diesem paradoxen Beschützerinstinkt, die Waffe gegen seine Frau und seinen Sohn. Als er jedoch seine Tochter Ella erschießen will, bringt er dies nicht übers Herz und zwingt sie, das Haus zu verlassen, bevor er versucht, sich selbst zu erschießen. Dieser Suizid-Versuch misslingt, er überlebt, wird verhaftet und seine Tochter wächst in einer Pflegefamilie ohne jeden Kontakt zu ihm auf. Sie nennt sich ab sofort Emma.
Inzwischen ist Emma ca. 22 Jahre alt und als Tierpflegerin im Tierpark Hellabrunn tätig. Dort trifft sie auf ihren Vater, wodurch der Schmerz und das Grauen aus ihrer Kindheit trotz Therapie und Medikamenten wieder aufbrechen. Sie beschließt ihn bei seiner Lebensgefährtin aufzusuchen und wegen des erweiterten Suizids, durch den sie Mutter und Bruder verlor, zur Rede zu stellen. Dabei wird sie von ihrer Kampfsportlehrerin Lissy Berger begleitet, mit der sie ein Verhältnis hat. Überrascht von dem unerwarteten Besuch lässt Ruppert seine Tochter ins Haus. Als Emmas Tasche zu Boden fällt, sieht ihr Vater die Waffe, die sie aus dem Tierpark entwendet hat. Ihr Vater packt sie, doch Lissy eilt ihr zu Hilfe und feuert einen Schuss auf Daniel Ruppert ab. Als Michaela Danzer den Schuss hört und die Küche betritt, wird sie von Lissy in einer Kurzschlusshandlung erschossen. Erst als Emma und Lissy das Haus verlassen haben, stellt Emma fest, dass mit Quirin ein Kind im Haus ist. Lissy befiehlt ihr zu verschwinden und bringt den Jungen kurzerhand zu einem Krankenhaus, wo sie ihn absetzt und er von dem Klinikpersonal gefunden und betreut wird.
Doch Emma lässt der Gedanke an Quirin nicht los, denn sie sieht in ihm ihr eigenes Schicksal widergespiegelt. Daher holt sie Quirin aus dem Krankenhaus und versteckt sich mit ihm im Tierpark. Tags darauf macht sie sich auf den Weg zu einem See am Waldrand. Die mitgebrachte Limonade versetzt sie mit einer großen Menge ihrer Medikamente, um Quirin und sich selbst zu töten. Letztlich bringt sie es aber nicht übers Herz, dem Jungen das Leben zu nehmen, und befiehlt ihm wegzulaufen. Auf tragische Weise hat sie somit dazu beigetragen, dass ihm ihr Schicksal ebenfalls widerfährt. Die Kommissare Leitmayr und Batic können Emma zwar bewusstlos auf dem See in einem Ruderboot treibend finden. Die Wiederbelebungsversuche der herbeigerufenen Sanitäter verlaufen jedoch erfolglos.
Lissy entscheidet sich dazu, die Verantwortung für den Tod von Michaela Danzer sowie den nicht tödlichen Schuss auf Daniel Ruppert nicht selbst zu übernehmen, sondern gibt an, Emma habe die Schüsse abgegeben. Ruppert wird am Ende der Folge gezeigt, wie er genesend auf der Intensivstation liegt; es bleibt unklar, ob er gegen Lissy aussagen wird.

## Hintergrund
Der Film wurde vom 14. April 2015 bis zum 16. Mai 2015 im Tierpark Hellabrunn und in der Stadt München gedreht. Die Szene, die sich der Titelsequenz unmittelbar anschließt und in farbreduzierten Bildern Zebras im Tierpark Hellabrunn zeigen, sind zufällig bei den Dreharbeiten entstanden. Drehbuchautor Claus Cornelius Fischer kommentierte diese Szene: „Ich persönlich finde sie aber sehr gut, weil sie für mich die Zerrissenheit und die Unruhe der Hauptdarsteller symbolisieren.“ Diese Szene ist mit Musik von Martin Probst unterlegt, der sich hierzu äußerte: „Ich wollte etwas »Kleines«, so Unspektakuläres wie möglich, mit einer Minimal-Besetzung und gleichzeitig fähig, einerseits Wärme auszustrahlen, andererseits aber auch – zusammen mit den richtigen Bildern – echtes Grauen auszulösen.“
Die Aufnahmen, die in dem Krankenhaus spielen, wurden nach Auskunft des Bayerischen Rundfunks nicht in einer Klinik gedreht, sondern in einem Gebäude, das als geeignete Kulisse für die Krankenhausszenerie ausgewählt wurde. Bei dem gegen Ende der Folge zu sehenden Gewässer (von Lissy als Schwaiger Weiher bezeichnet) handelt es sich um die Osterseen, wo an dem in Privatbesitz befindlichen Gut Schwaig gedreht wurde.
Das Drehbuch wurde nach Auskunft von Claus Cornelius Fischer über drei Jahre hinweg entwickelt und basiert dabei auf mehreren tatsächlich stattgefundenen Vorfällen erweiterten Suizids mit Beteiligung von Kindern. Bei der Produktion wurde ein alternatives Ende erwogen, bei dem vorgesehen war, dass der Vater sterben sollte. Unklarheit herrschte darüber, ob dabei Emma oder Lissy den tödlichen Schuss abgeben sollte. Während der Dreharbeiten gab es bis zum Ende viele Diskussionen darüber, wie der Film ausgehen sollte. Schließlich wurde die Entscheidung getroffen, dass der Vater seine Schussverletzung erneut überleben soll. Die homoerotische Bettszene zwischen Lissy und Emma war vom Drehbuchautor Claus Cornelius Fischer ursprünglich nicht vorgesehen und geht auf eine Idee des Regisseurs Markus Imboden zurück.
Bei der Erkrankung von Emma handelt es sich um eine posttraumatische Belastungsstörung (ICD-10 F43.1).
Während und nach der Erstausstrahlung bot der Bayerische Rundfunk einen Live-Chat mit der Trauma-Expertin Dr. Ulrike Schmidt und dem Drehbuchautor Claus Cornelius Fischer an.

## Rezeption

### Einschaltquoten
Die Erstausstrahlung von Einmal wirklich sterben am 6. Dezember 2015 wurde in Deutschland von 9,63 Millionen Zuschauern gesehen und erreichte einen Marktanteil von 27,1 % für Das Erste. Keine andere Sendung konnte an diesem Tage mehr Zuschauer auf sich vereinen.
In Österreich wurden 541.000 Zuschauer erreicht und damit eine durchschnittliche Reichweite von 7 % sowie ein Marktanteil von 17 % erzielt.
In der Schweiz verfolgten 427.000 Zuschauer im Alter von über drei Jahren die Erstausstrahlung der Folge und bescherten ihr dadurch einen Marktanteil von 21,5 %. In der Gruppe der 15- bis 59-jährigen Zuschauer wurden 226.000 Zuschauer gezählt sowie ein Marktanteil von 18,7 % gemessen.

### Kritiken
„'Einmal wirklich sterben' lautet der Titel dieses vertrackten 'Tatort', der in seinem suchenden Gestus das genaue Gegenteil zur prallen Panorama-Optik des vorangegangenen Oktoberfest-Krimis darstellt. […] Die Filmemacher […] erzählen ihr Krimi-Drama in einem komplizierten Rückblendengeflecht, es gibt keine moralische Erbauung, keine einfache Antwort.“

„Die Geschichte ist konventionell erzählt, mit Rückblenden und Albtraumsequenzen. Die Fallanalytikerin Christine Lerch (Lisa Wagner) wirkt immer noch ein wenig hineinmontiert ins Ensemble, und dass ein Vater sein Kind 'Schneeflöckchen' nennt, ist einigermaßen aufgesetzt und schräg. Andererseits kommt auch ein Mann vor, der dem Nachbarn den Grill ausbrunzt: Bayern wissen, was das heißt, Nichtbayern werden es lernen.“

Christian Schmidt von den Westfälischen Nachrichten sah in den ersten Sekunden der Folge eine Parallele zu der vorherigen Folge Borowski und die Rückkehr des stillen Gastes des Ermittlers Klaus Borowski, denn beide Folgen begannen mit tiefdunklen Szenen. „Trotz atmosphärischer Musik war die Episode kein Thriller, sondern ein Familiendrama“, urteilte Schmidt. „Über dessen Hintergründe hätte man gern noch mehr erfahren, mancher Schnitt verwirrte überdies“, gab Schmidt zu bedenken, räumte jedoch zugleich ein, „im Ganzen überzeugte die Folge allerdings mit ihrer Vielfalt an Verdächtigen und der ungewöhnlichen Auflösung“.